# Álvaro Morata
Álvaro Borja Morata Martín (født 23. oktober 1992 i Madrid)  er en spansk professionel fodboldspiller, som spiller for serie - A klubben Como og Spaniens landshold.

## Spillestil
Álvaro Morata er en meget komplet angriber. Hurtighed, teknik, evne til at komme forbi spillere og god karakter er hans styrker. Han er desuden meget kølig foran mål, hvilket har fået ham til at være blandt topscorerne på alle hold han har spillet på. Disse færdigheder har fået folk til at sammenligne ham med spillere som Raul og Fernando Morientes.[kilde mangler]

## Karriere

### Atletico Madrid
Morata spillede som ungdomsspiller i Atletico Madrid fra 2005 til 2007, men formåede aldrig at slå sit navn fast.

### Getafe
Det resulterede i et skifte til Getafe CF forud for sæsonen 2007/2008, i håbet om at han ville udvikle sig bedre her.

### Real Madrid C
Real Madrid spottede i Getafe CF Moratas talent, og besluttede i 2008 sig for at hente ham ind til deres ungdomssystem. Han blev senere en af akademiets mest værdifulde spillere.

### Real Madrid Castilla
I 2010 flyttede Real Madrid Morata op på sit andethold Real Madrid Castilla. Allerede i sin første sæson blev han delt topscorer for Castilla i Segunda División B med 14 mål. Den 13. februar 2011 scorede Morata sit første hattrick som senior i 7-1 sejren over Deportivo La Coruna B.

### Real Madrid
Efter fremragende præstationer for Castilla, blev Morata endnu en gang rykket op i systemet. Den 12. december 2010 fik Morata debut for Real Madrids førstehold i La Liga, i 3-1 sejren over Real Zaragoza. Han blev skiftet ind i stedet for Angel Di Maria efter 88 minutter, og nåede ikke at gøre noget væsen af sig. Det med ikke at gøre noget væsen af sig fik han dog rettet op på. Den 11. november 2012 blev Morata indkaldt til truppen til kampen mod Levante UD. Efter en uskøn affære med en meget våd bane, skader til Cristiano Ronaldo, Gonzalo Higuain og Karim Benzema og dårligt spil fra Real Madrid, sendte José Mourinho Álvaro Morata på banen. Dette viste sig at være en fornuftig beslutning, da Morata blot skulle bruge et minut af kampen på at score sit første officielle mål for Real Madrid.
Den 2. marts 2013 fik Morata debut mod Barcalona, hvor Morata lavede en assist til Karim Benzema. Real Madrid vandt kampen 2-1.

### Juventus
Morata skiftede i sommeren 2014 til Juventus F.C. i den italienske Serie A på en kontrakt, der gav Real Madrid mulighed for at købe ham tilbage på et tidspunkt. Morata fik succes i Juventus, og klubben forlængede i december aftalen med ham, så den løb til 2020. Juventus skulle dog ikke få ret meget glæde af dette.

### Retur til Real Madrid
I august 2016 valgte Real Madrid at gøre brug af Morates tilbagekøbsklausul og hentede ham tilbage til klubben.

## Landshold

### Ungdomslandshold
Morata har spillet på de fleste af de spanske ungdomslandshold.
I 2009 blev han indkaldt til Spaniens U/17-hold under U/17 VM i Nigeria, hvor han spillede fire kampe og scorede to mål. Holdet endte på en tredjeplads.
I 2010 blev Morata udtaget til Spaniens U/18-hold, hvor han scorede tre mål i to kampe.
Senere i 2010 kom han med på Spaniens U/19-hold til Japan International Tournament, hvor han bidrog til, at Spanien endte på en andenplads efter værterne.. Morata blev indkaldt til at deltage i U/19 VM i Rumænien, et mesterskab som Spanien vandt. Morata scorede seks mål hvilket gjorde ham til turneringens topscorer. Han nåede 13 kampe for U/19 og scorede 11 mål.
Endnu bedre gjorde han det på U/21-landsholdet, hvor han ligeledes spillede 13 kampe, men her scorede hele 13 mål.

### A-landsholdet
Morata blev indkaldt til A-landsholdet i forbindelse med to landskampe i kvalifikationen til EM 2016 i efteråret 2014, og han fik sin debut i den første af disse, mod Hviderusland 15. november. I samme kvalifikationsturnering scorede han 27. marts 2015 sit første A-landsholdmål i en kamp mod Ukraine; dette mål var kampens eneste. Efterfølgende var Morata en del af Spaniens trup ved EM-slutrunden 2016, og her scorede han et mål i 3-0-sejren over Tyrkiet.

## Titler

### Real Madrid Castilla
- Segunda División B: 2011-12

### Real Madrid
- La Liga: 2011-12
- Copa del Rey: 2010-11
- Supercopa de España: 2012

### Landshold
- U/17 VM: 3.-plads 2009
- U/19 EM: 2011

### Individuelle
- U/19 EM: Topscorer 2011

## Statistik
Pr. 11. november, 2012
| Klub                 | Sæson          | Liga  | Liga | Cup   | Cup | Europa | Europa | Total | Total |
| Klub                 | Sæson          | Kampe | Mål  | Kampe | Mål | Kampe  | Mål    | Kampe | Mål   |
| -------------------- | -------------- | ----- | ---- | ----- | --- | ------ | ------ | ----- | ----- |
| Real Madrid Castilla | 2010-11        | 28    | 15   | —     | —   | —      | —      | 28    | 15    |
| Real Madrid Castilla | 2011-12        | 37    | 17   | —     | —   | —      | —      | 37    | 17    |
| Real Madrid Castilla | 2012-13        | 5     | 2    | —     | —   | —      | —      | 5     | 2     |
| Real Madrid Castilla | Total          | 70    | 34   | —     | —   | —      | —      | 70    | 34    |
| Real Madrid          | 2010-11        | 1     | 0    | 1     | 0   | 0      | 0      | 2     | 0     |
| Real Madrid          | 2011-12        | 1     | 0    | 0     | 0   | 0      | 0      | 1     | 0     |
| Real Madrid          | 2012-13        | 3     | 1    | 1     | 0   | 0      | 0      | 4     | 1     |
| Real Madrid          | Total          | 5     | 1    | 2     | 0   | 0      | 0      | 7     | 1     |
| Karriere total       | Karriere total | 75    | 35   | 2     | 0   | 0      | 0      | 77    | 35    |